# کاملاً مثبت
«کاملاً مثبت» تک‌آهنگی از هنرمند اهل ایالات متحده آمریکا آناستازیا است که در سال ۲۰۰۹ میلادی منتشر شد.